# Los Rápidos
Los Rápidos fue un grupo de rock español formado por Manolo García (vocalista), Esteban Martín (teclista), Antonio Fidel (bajista), Josep Lluís Pérez (guitarrista) y Lluís Visiers (batería) y nacido en la ciudad de Barcelona. A pesar de su reducida repercusión en la década de los 80, fue precursor de Los Burros y éste a su vez de uno de los grupos más importantes de la historia musical del país: El Último de la Fila.

## Precedentes
A principios de 1980, el músico de origen argentino pero residente en España Sergio Makaroff estaba buscando músicos para la grabación de un álbum con sus últimas composiciones. Para ello precisaba cuatro músicos (un guitarrista, un bajista, un teclista y un batería). Pronto se encontraría con Manolo García (Pueblo Nuevo, Barcelona, 1955), batería curtido en grupos locales como Materia Gris y Esteban Martín (llamado Esteban Hirschfeld cuando decide usar su otro apellido), conocido teclista de origen uruguayo-alemán afincado en Barcelona.
Sergio encargó a Manolo y Esteban la tarea de buscar el resto de componentes del grupo, cosa que les resultó harto difícil, ya que no abundaban bajistas disponibles de suficiente calidad en Barcelona. Les acompañó la suerte cuando vieron bajar del metro a Antonio Fidel, un hippie originario de Cartagena que peregrinaba en busca de una oportunidad, que a pesar de no haber tocado el bajo en su vida accedió a colaborar en el proyecto de Sergio. Para buscar al guitarrista, los componentes ya seleccionados empezaron a probar guitarristas para completar el encargo. Para ello se instalan en un local y tras numerosas pruebas se encuentran con Josep Lluís Pérez, guitarrista experimentado que recientemente había abandonado la banda sinfónica Abedul con la que había incluso grabado un disco; tocando tan solo unas pocas notas consiguió ser elegido por unanimidad.
Tras unirse el cuarteto de músicos con Makaroff comienzan la grabación del disco que finalmente se llamó Tengo una idea. Una vez realizado el encargo, los 4 músicos decidieron probar fortuna uniéndose en calidad de conjunto musical independiente, añadiendo al batería Lluís Visiers para que Manolo García pudiera ser el vocalista del grupo.

## Historia

### El contrato con EMI y el origen del nombre
Sin todavía un nombre definido, los cinco músicos trabajaron rápidamente dando forma a una buena cantidad de temas propios y pronto grabaron su primera maqueta, la cual entregaron a las oficinas de EMI. Con tan sólo dos meses de ensayos obtuvieron su primer contrato discográfico, y al haber sido obtenido en tan poco plazo de tiempo decidieron bautizar su banda como Los Rápidos.

### El disco y la gira
En 1980 graban su primer y único álbum durante la etapa en la que el grupo se mantuvo unido, que salió a la venta al año siguiente junto con su primer sencillo Amor biodegradable. El disco se quedó con el nombre de Rápidos y contenía 12 canciones de un marcado y sencillo pop-rock, con pocos alardes; algunas veces intimista como Navaja de papel y otras como T.V. o Ruta del sur con un sonido muy parecido al de los grupos punk de la movida madrileña. Es más, su discográfica apostó por ellos como la alternativa catalana a dicha manifestación cultural, sin embargo las cifras de ventas del disco apenas superaron las 2.000 copias.
A pesar de la escasa repercusión en ventas, dieron en torno a 300 conciertos por Cataluña y alrededores, normalmente ante un escaso público. Fue en directo donde el grupo empezó a transgredir, debido al espectáculo que montaban durante sus actuaciones, que iban desde duchas de espuma a romper televisores con un hacha ante el asombrado público, pasando por adornar el escenario con bidones y plásticos. Solían caracterizarse por llevar un embudo en la cabeza que expulsaba humo al ser conectado mediante un tubo de plástico a un generador de vapor. Esa mezcla de concierto musical y happening teatral eran las señas de identidad por las que apostaron y, aunque pequeña, el grupo iba haciéndose con una comunidad de fieles seguidores.
Además de conciertos propios, tuvieron su papel como teloneros de grupos como la Orquesta Mondragón (con el cual estuvieron relacionados cierto tiempo) y Ramones. También tuvieron una excéntrica actuación en el programa de música Musical Express.

### La llegada de Quimi y la disolución del grupo
En 1981, a mitad de la gira y tras el lanzamiento de su segundo sencillo, Ruta del sur, el grupo ya tenía grabada la maqueta que una vez aceptada, sería su segundo álbum. Sin embargo EMI la terminó rechazando, así como su apoyo al grupo, que se vería pronto abocado a la disolución. No obstante, Los Rápidos continuaron sus actuaciones hasta finales de año.
En una de esas actuaciones, concretamente en el festival Rock de Lluna en junio de 1981 coincidieron Los Rápidos con el grupo Kul de Mandril, en el que Quimi Portet (Vich, Barcelona, 1957) tocaba la guitarra eléctrica. Al grupo le gustó la idea de que Quimi se uniera a Los Rápidos para sus últimos directos, que no fueron muchos debido a la inminente separación de los componentes por la poca perspectiva de éxito.

### La dispersión de los componentes
Tras la retirada del apoyo de la discográfica, los componentes del grupo pensaron que sería mejor distanciarse y probar suerte en otros proyectos. Esteban Martín pasó a formar parte de los músicos habituales de Gabinete Caligari y perdió totalmente el contacto con el resto de componentes, mientras que Manolo García se marchó al País Vasco para intentar crear una nueva formación musical con la ayuda de la Orquesta Mondragón, pero no tuvo éxito.
Los demás componentes (incluido Quimi Portet) junto con el batería Jordi Vila, que compensaba la escasa participación de Visiers, se quedaron en Barcelona componiendo nuevas canciones, creando un nuevo grupo que pasaría a llamarse Los Burros, tras el regreso de Manolo García. Editaron un álbum en 1983, Rebuznos de amor, publicado por la discográfica Belter, con el que tuvieron tan poco éxito en ventas como con el anterior, pero con el que empezaron a sonar algunas canciones que tras el paso del tiempo siguen siendo recordadas.
Manolo García y Quimi Portet deciden abandonar el proyecto y emprender una carrera conjunta, bajo el nombre de El Último de la Fila, con la que editaron 7 álbumes y con el que llegaron al gran público y obtuvieron un éxito y un reconocimiento a nivel nacional, con numerosos premios y varios millones de discos vendidos. Pese a ello, durante esta etapa, de vez en cuando retomaban temas de su etapa en Los Rápidos para los conciertos. Antonio Fidel y Josep Lluís Pérez siguieron colaborando activamente como músicos de estudio y de directo de la nueva formación, mientras que Lluís Visiers no volvió a colaborar tras su breve aportación en Los Burros.

### La publicación de 1995
En 1995 los cinco miembros de Los Rápidos se pusieron en contacto para publicar un disco con las maquetas que compusieron durante su gira de presentación de su único álbum editado. Bajo el título de Los Rápidos 2: Maquetas, publicado por Perro Records, se hallan 11 maquetas grabadas rudimentariamente y sin apenas postproducción, pero con un sonido aceptable. Incluye algunas canciones que ya usaran en Los Burros (aunque en una versión diferente) y otras completamente desconocidas que de otra forma nunca hubiesen visto la luz. Pese a la escasa intención comercial del disco, junto con su lanzamiento salió el sencillo Cine ideal, tema incluido en el disco. Además, la discográfica aprovechó para reeditar el álbum Rápidos en formato CD.
Actualmente, Manolo García y Quimi Portet tienen carreras musicales en solitario, con 5 y 7 discos editados respectivamente. Antonio Fidel sigue colaborando en los discos de ambos artistas aunque combina dicha labor con regentar la Librería Athenas en Cartagena, especializada en táctica de guerra naval.

### El reencuentro de 2015
Finalmente será en 2015 cuando vea la luz el segundo disco de Los Rápidos grabado por la formación original. Se incluyeron nuevas canciones aparte de algunas retocadas de la edición de maquetas de 1995.

### Álbumes
- Rápidos (EMI, 1981).
- Los Rápidos 2: Maquetas (Perro Records, 1995).
- Piensos Luegoexisto (Perro Records, 2015).

### Sencillos
- Amor biodegradable (EMI, 1981), del álbum Rápidos.
- Ruta del sur (EMI, 1981), del álbum Rápidos.
- Cine ideal (Perro Records, 1995), del álbum Los Rápidos 2: Maquetas.